# Raymond Harrison
Raymond Alan „Ray“ Harrison (* 4. August 1929 in London; † 2000) war ein britischer Degenfechter.

## Erfolge
Raymond Harrison gewann 1957 in Paris Bronze im Mannschaftswettbewerb der Weltmeisterschaften. Zweimal nahm er an Olympischen Spielen teil: 1952 in Helsinki schied er in der Mannschaftskonkurrenz in der zweiten Runde aus. Bei den Olympischen Spielen 1960 in Rom zog er dagegen mit der britischen Equipe ungeschlagen ins Finale ein, in dem sich Italien mit 9:5 durchsetzte. Gemeinsam mit Michael Alexander, Bill Hoskyns, Michael Howard, Allan Jay und John Pelling erhielt er die Silbermedaille. 1955 wurde er britischer Meister im Degen-Einzel.